# Calcio spettacolo
Calcio spettacolo era un programma televisivo italiano calcistico, in onda su Rete 4 il sabato pomeriggio dal 1984 al 1989.
Veniva proposta la sintesi di una partita di calcio internazionale, con precedenza assoluta a quello inglese, in particolare incontri della Coppa d'Inghilterra, con qualche puntata alla Bundesliga.
Le telecronache erano affidate a Sandro Piccinini.
La sigla del programma era un brano del musicista francese Jean-Michel Jarre dal titolo Orient Express.